# یلوه روگت
یلوه روگت (نام علمی: Rougetius rougetii) نام یک گونه از تیره یلوگان است.

## نگارخانه

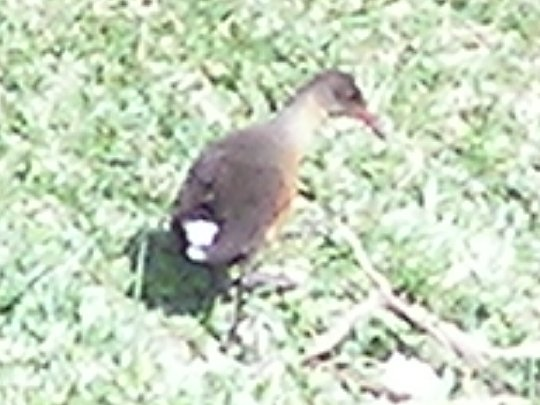
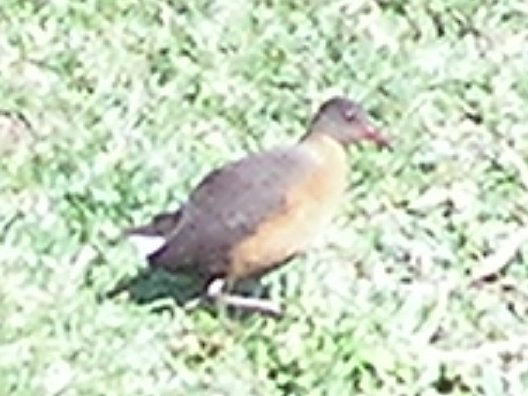